# ESO 137-001
ESO 137-001, även känd som Manetgalaxen, är en stavgalax belägen 220 miljoner ljusår från jorden i stjärnbilden Södra triangeln och i hopen Abell 3627, Normahopen. Den håller på att störta in i hopen med en hastighet av 1 900 km/s, och största delen av dess gas håller på att slitas bort, vilket skapar en 260 000 ljusår lång svans. Detta kallas ram pressure stripping (RPS). Den intergalaktiska gasen i Abell 3627 har en temperatur på 100 miljoner Kelvin, vilket orsakar stjärnbildning i svansarna. Galaxen har en låg mängd Hl-regioner som tillsammans ger en total massa på 3,5 x 108  solmassor, varav endast 10 procent finns i ESO 137-001:s huvudskiva.

## Historik
Galaxen upptäcktes av Ming Sun år 2005.

## Galaxens öde

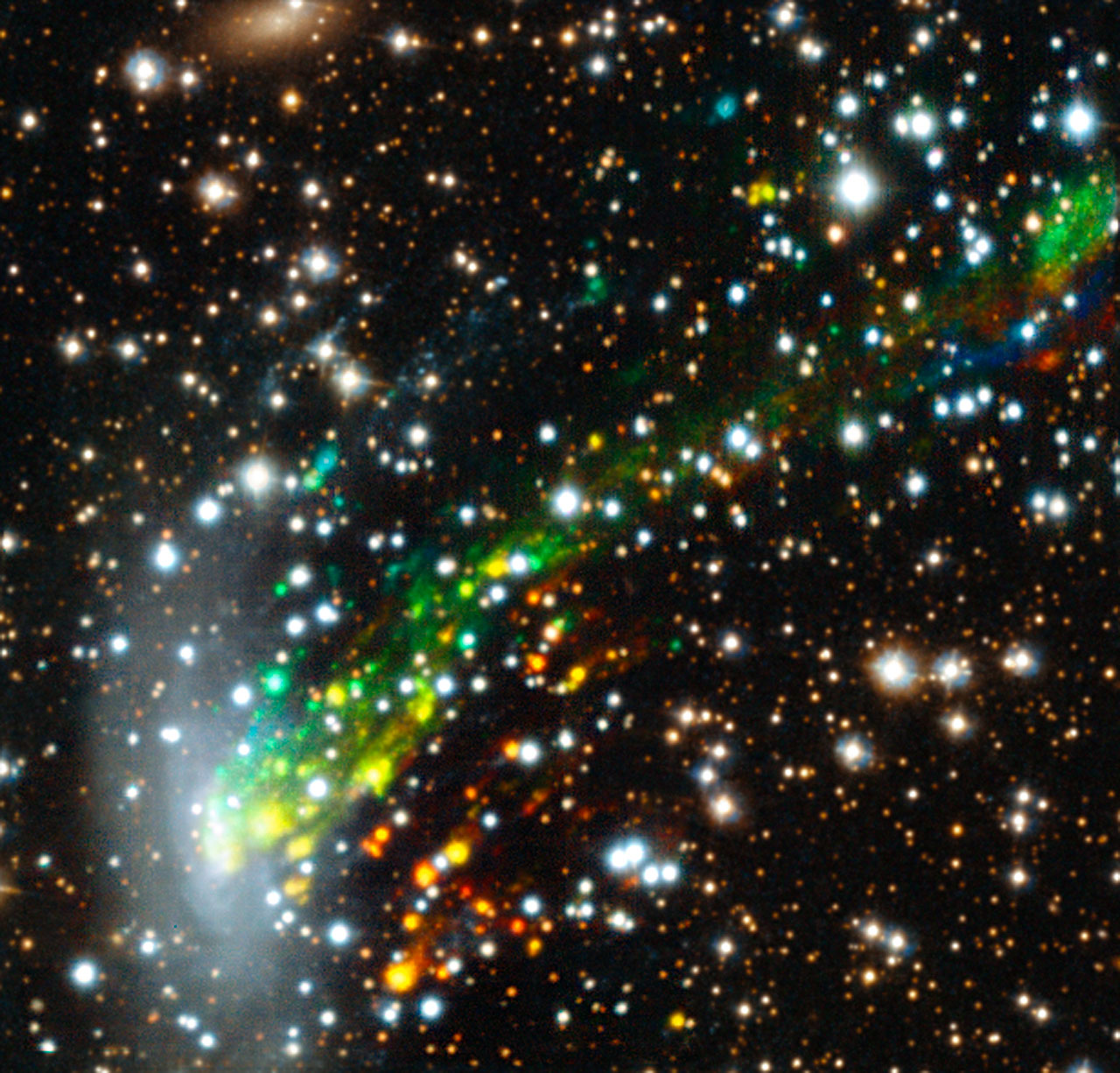
Observationer visar gasens rörelse när den slits ut ur galaxen.

Avdrivningen av gas tros ha en betydande effekt på galaxens utveckling, genom att avlägsna kall gas från galaxen, stoppa bildandet av nya stjärnor i galaxen och förändra utseendet på inre spiralarmar och utbuktningar på grund av effekterna av stjärnbildning.

## Galleri

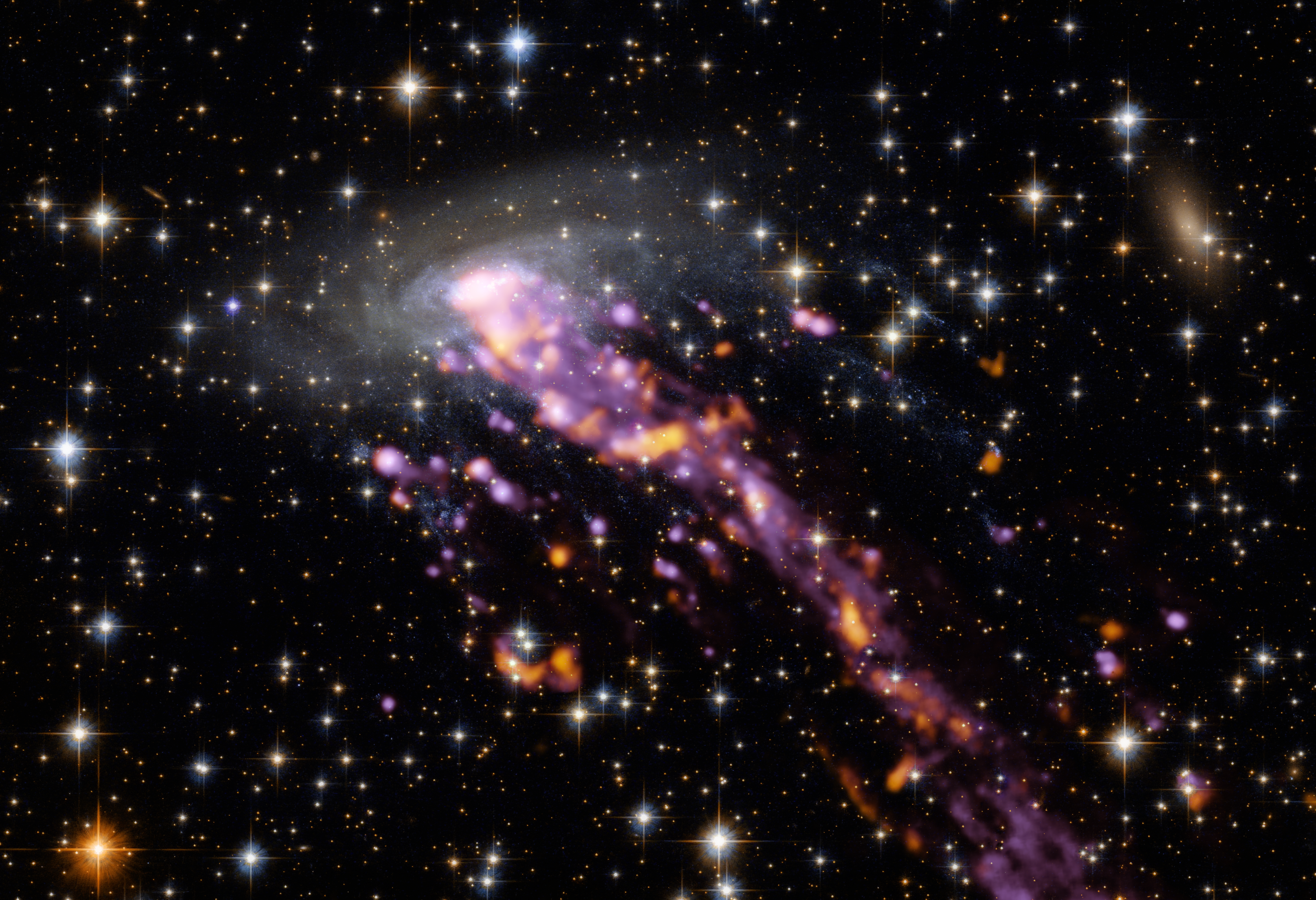
ALMA utforskar en kosmisk manet.
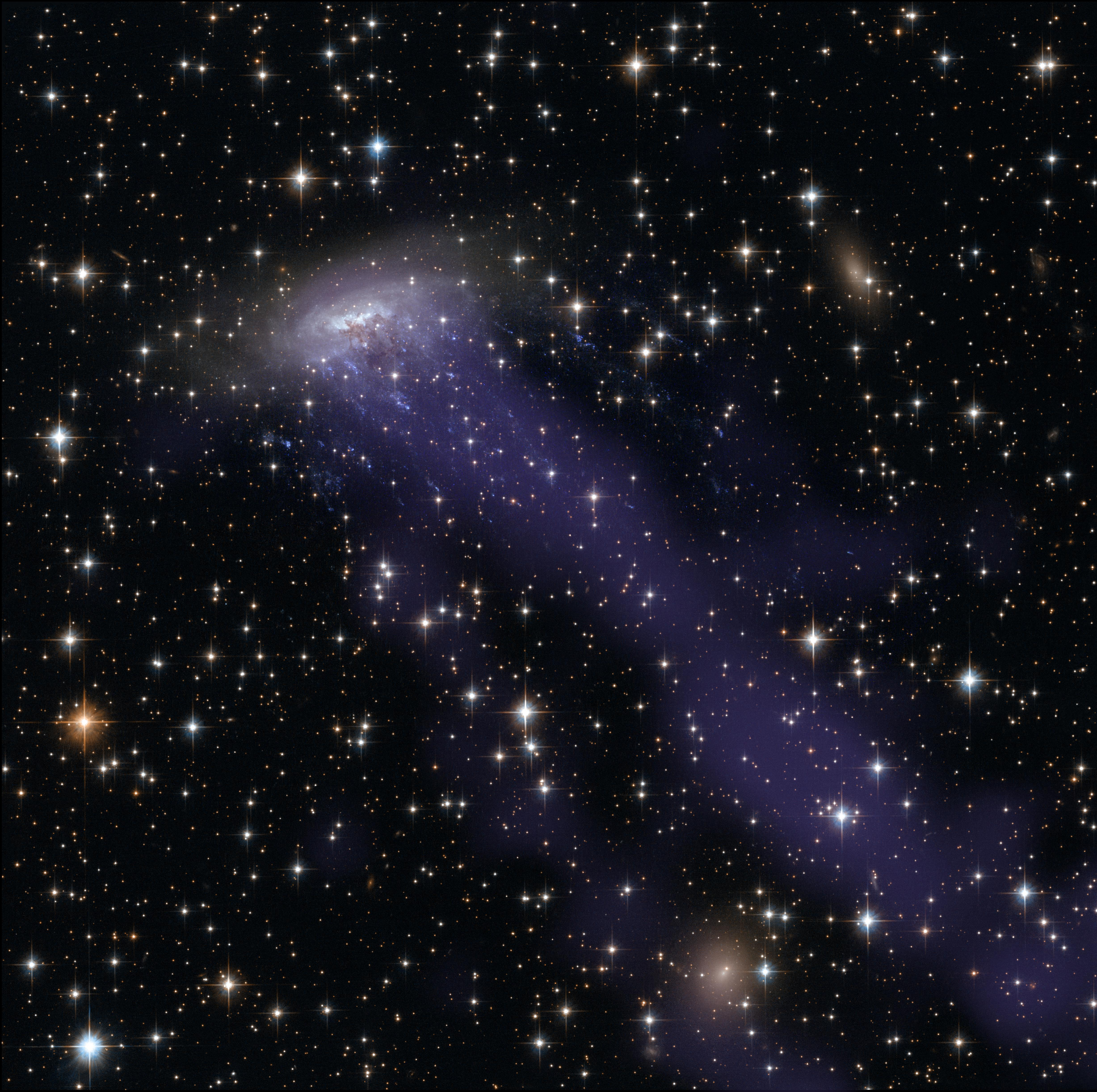
Den skenande galaxen (12952512944)